# Añavieja
Añavieja es una localidad de la provincia de Soria, partido judicial de Soria, comunidad autónoma de Castilla y León, España. Pueblo de la Comarca del Moncayo que pertenece al municipio de Castilruiz. Desde el punto de vista jerárquico de la Iglesia católica forma parte de la diócesis de Osma, la cual, a su vez, pertenece a la archidiócesis de Burgos.

## Geografía
Situada en la ribera del río Añamaza o Manzano. Pertenece al municipio de Castilruiz.
El nombre del río, Añamaza, significaría "bosques de aguas", si aceptamos la tesis de considerar la raíz prerromana "aña" como vena de agua o filón metálico.

## Historia
A la caída del Antiguo Régimen la localidad se constituye en municipio constitucional en la región de Castilla la Vieja, partido de Ágreda que en el censo de 1842 contaba con 12 hogares y 49 vecinos.
A mediados del siglo XIX este municipio desaparece porque se integra en el municipio de Castilruiz.

## Demografía
Añavieja contaba a 1 de enero de 2010 con una población de 76 habitantes; 42 hombres y 34 mujeres.
| Gráfica de evolución demográfica de Añavieja entre 2000 y 2010                                   |
|                                                                                                  |
| Población de derecho (2000-2010) según los censos de población del INE a 1 de enero de cada año. |

## Economía

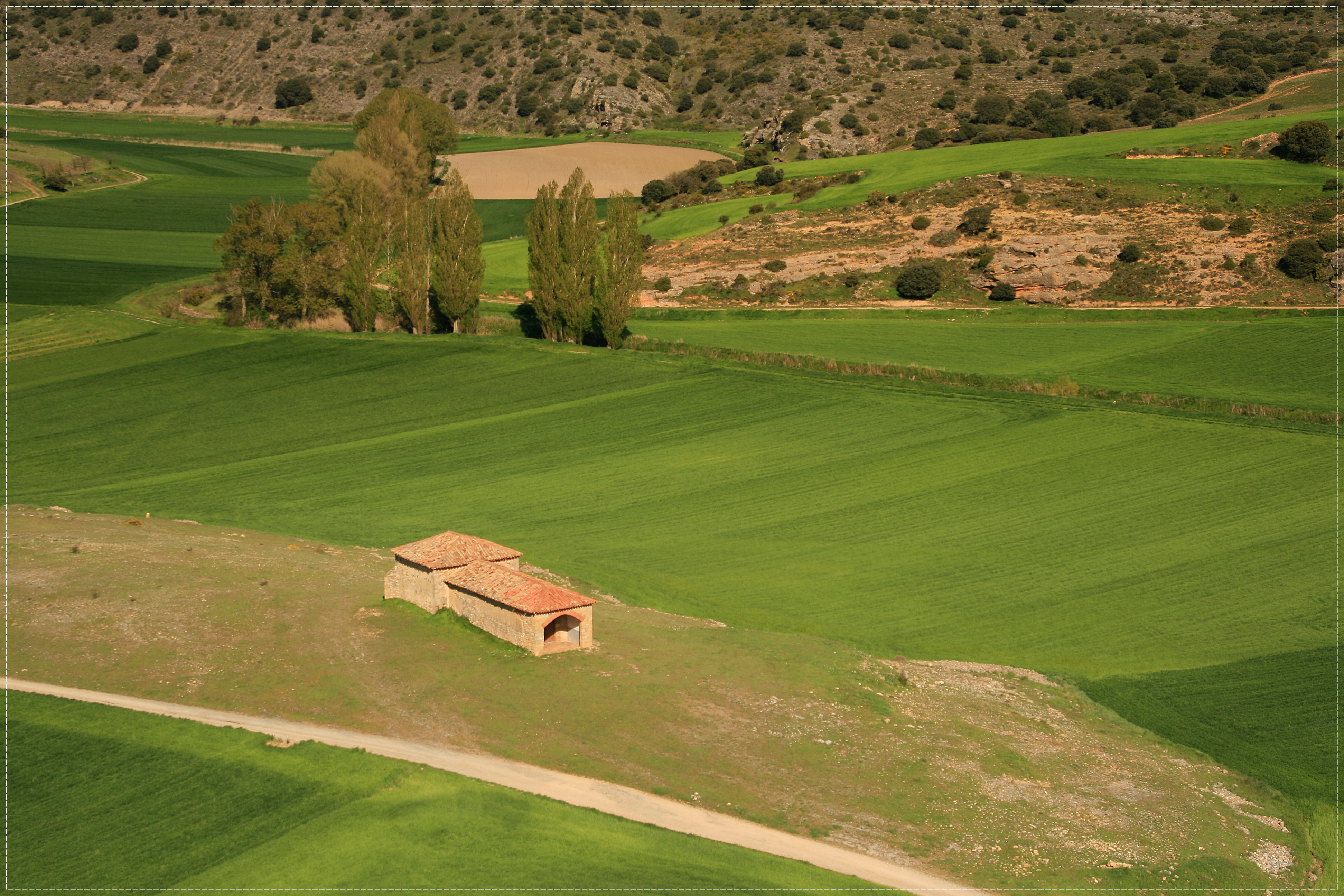
Ermita de Añavieja

Economía agraria e industria alimentaria (patatas fritas y aperitivos). Catorce ojos kársticos que formaban La Laguna (del tío Nazario, Chincharrin, Nicolás, Peñaquemada).

## Monumentos
- Fuente de Añavieja, fuente pública de piedra; al pie de la iglesia, del año 1799 (época de Carlos IV).
- Iglesia parroquial, de finales del XIII, con portada románica, donde se guardan "aras pacis"
- Pósito Real, de la época de Carlos IV.
- Puente de San Felices, posiblemente medieval.
- Nevera.
- Atalaya, en ruinas, con bella panorámica.

## Patrimonio inmaterial
- Fiesta pequeña: Santa Engracia.
- Fiesta Mayor, el primer domingo de septiembre en honor de la Virgen de Sopeña.